# سنگ سفید (چشمه سار، دو)
سنگ سفید روستایی در دهستان چشمه سار بخش مرکزی شهرستان خوانسار استان اصفهان ایران است.

## جمعیت
بر پایه سرشماری عمومی نفوس و مسکن در سال ۱۳۹۵ جمعیت این روستا ۱۵ نفر (۶خانوار) بوده‌است.